# Контора объявлений Антоши Ч…
«Контора объявлений Антоши Ч…» — юмореска русского писателя XIX-XX века Антона Павловича Чехова, написанная в 1881 году и впервые опубликованная в пятнадцатом и сдвоенном девятнадцатом-двадцатом номерах художественно-юмористического журнала «Зритель» с подзаголовком «для удобства гг. публикующих арендовала в „Зрителе“ на 1881 год отдел для помещений реклам и публикаций разного рода». Псевдоним «Антоша Ч.» был вынесен в заглавие произведения. Разрешение цензурного комитета было получено 24 октября.
Тысяча сто сорок четыре издателя «Русской газеты» с глубоким прискорбием извещают своих дядюшек, тетушек, читателей и сотрудников об безвозвратной кончине своего любезного детища «Русской газеты», последовавшей после тяжкого и продолжительного тления. Погребения, за неимением благодетелей, не будет. Тело покойной сдано в анатомический театр. Вскрытие обнаружило атрофию мозга и голодную смерть. Бренные остатки наспиртованы и отправлены, как препарат, в секретное отделение музея Винклера, на Цветном бульваре
Подобный пародийный жанр был очень популярен в юмористической журналистике 1880-х годов.
Упоминаемый в объявлении «Артель театральных барышников» приезд французской актрисы Сары Бернар также нашёл отражение в фельетонах Антона Павловича «Сара Бернар» и «Опять о Саре Бернар». Упоминаемый «Славянофило-русский словарь. 40 000 слов, необходимых для чтения „Руси“» относится к газете Ивана Сергеевича Аксакова «Русь», которую Чехов неоднократно критиковал в различных своих рассказах и фельетонах. Сообщение «тысячи сто сорока четырёх издателей „Русской газеты“» о «кончине» издания относится к приостановке выхода издания с октября 1881 года, издателями-редакторами которого на тот момент значились И. И. Смирнов, И. М. Желтов, А. А. Александровский и Н. И. Пастухов.